# Smenospongia
Smenospongia is een geslacht van sponsdieren uit de klasse van de Demospongiae (gewone sponzen).

## Soorten
- Smenospongia aurea (Hyatt, 1875)
- Smenospongia cerebriformis (Duchassaing & Michelotti, 1864)
- Smenospongia conulosa Pulitzer-Finali, 1986
- Smenospongia dysodes (de Laubenfels, 1954)
- Smenospongia echina (de Laubenfels, 1934)
- Smenospongia musicalis (Duchassaing & Michelotti, 1864)
- Smenospongia nuda (Lévi, 1969)
- Smenospongia ramosa Sandes & Pinheiro, 2014